# 호세 마르티네스 산체스
호세 마르티네스 산체스(스페인어: José Martínez Sánchez, 1945년 3월 11일, 세우타 ~)는 피리(스페인어: Pirri)라는 별칭으로 알려진 스페인의 전 축구 선수이다. 현역 초반을 중앙 미드필더로 활약하던 그는 말년에 최후방 수비수로 활약하기도 했다.
그는 현역 시절 대부분을 레알 마드리드에서 보냈는데, 그는 561번의 경기에 출전해 172골을 기록하고 15번의 대회 우승을 거두었다. 그는 마드리드의 주장도 맡기도 했다.
스페인 국가대표로 12년을 역임한 피리는 2차례 FIFA 월드컵에 자국을 대표로 참가했다.

## 클럽 경력
세우타 출신인 피리는 1964년, 19세의 나이로 세군다 디비시온의 그라나다에서 200M 페세타에 레알 마드리드로 이적하였다. 그는 11월 8일에 4-1로 이긴 바르셀로나와의 안방 경기에서 징계를 받은 푸슈카시 페렌츠를 대신해 출전하면서 신고식을 치렀고, 그달 말, 2-0으로 이긴 데포르티보와의 산티아고 베르나베우 안방 경기에서 첫 골을 기록해 총 라 리가 123골에 달하는 골행진의 신호탄을 쏘았다.
마드리드에서 16년을 보내면서, 피리는 10번의 리그 우승을 거두었고, 5시즌에는 두 자리 수 득점을 올렸는데, 최고는 1975-76 시즌에 기록한 13골이었다. 그는 유러피언컵 1965-66을 우승하는 과정에 9경기에 출전하였는데, (그는 유러피언컵에서 57경기에 출전해 18골을 넣었다.) 브뤼셀에서 열린 파르티잔과의 결승전에도 출전해 2-1 승리에 공헌했다. 그는 예-예로 훗날 수식되는 세대의 주역들 중 하나였다.
1980년, 피리는 멕시코 리가 MX의 푸에블라로 둥지를 옮겼다. 그는 9월 28일에 멕시코 무대 첫 골을 기록했는데, 그 경기는 2-0으로 이긴 아틀레타스 캄페시노스였다.
피리는 계약이 1년 남아있음에도 불구하고 구단의 재정난으로 인해 37세의 나이로 은퇴했다. 이후, 그는 의사가 되기 위해 학업에 전념한 후, 레알 마드리드의 의료진에 합류했다. 1999년 12월 말, 그는 구단의 제안을 거절한 호르헤 발다노(나중에 그의 후임으로 다시 취임했다)를 대신해 단장으로 취임했다.

## 국가대표팀 경력
피리는 스페인 국가대표팀 경기에 41번 출전하여 16골을 기록했다. 그는 아르헨티나와의 1966년 FIFA 월드컵 조별 리그 1차전 경기에 출전해 골도 기록했지만, 1-2 패배를 막지 못했고, 결국 조별 리그를 통과하지 못했다.
33세의 나이로 아르헨티나에서 열린 1978년 FIFA 월드컵에도 참가해, 2경기를 뛰었지만, 또다시 조별 리그를 통과하지 못했다.

### 국가대표팀 득점 기록

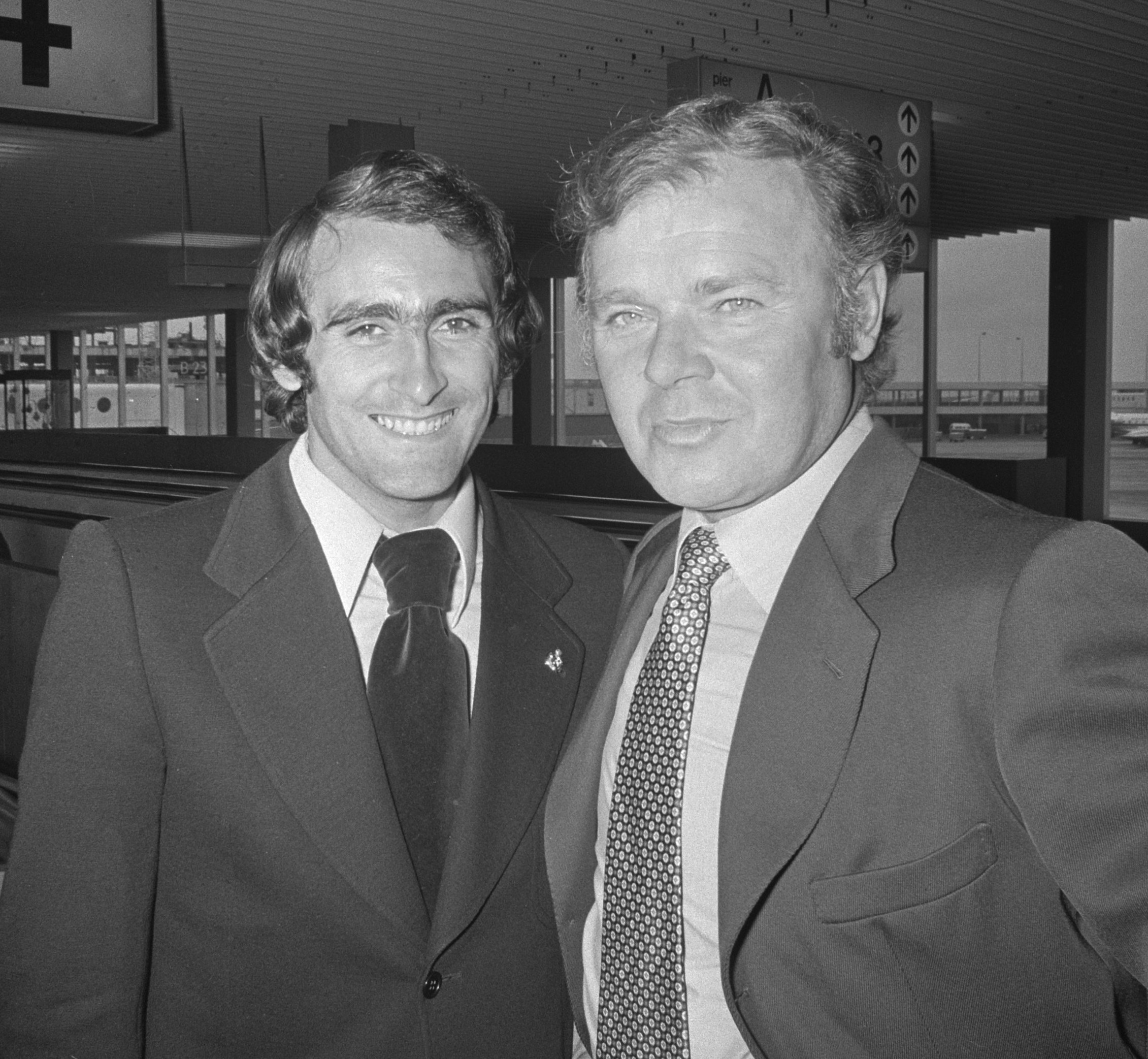
1973년에 촬영된 쿠벌러 라슬로와 피리 (왼쪽)

아래의 점수에서 왼쪽의 점수가 스페인의 점수이며, 점수 열은 피리가 득점한 상황의 점수를 나타낸다.
| #   | 날짜             | 경기장                                   | 상대           | 점수 | 결과 | 대회                      |
| --- | ---------------- | ---------------------------------------- | -------------- | ---- | ---- | ------------------------- |
| 1.  | 1966년 7월 13일  | 잉글랜드 버밍엄 빌라 파크                | 아르헨티나     | 1–1  | 1–2  | 1966년 FIFA 월드컵        |
| 2.  | 1966년 12월 7일  | 스페인 발렌시아 메스타야                 | 아일랜드       | 2–0  | 2–0  | UEFA 유로 1968 예선전     |
| 3.  | 1967년 10월 22일 | 스페인 마드리드 산티아고 베르나베우      | 체코슬로바키아 | 1–0  | 2–1  | UEFA 유로 1968 예선전     |
| 4.  | 1968년 10월 17일 | 프랑스 리옹 제를랑                       | 프랑스         | 1–1  | 1–3  | 친선경기                  |
| 5.  | 1969년 10월 15일 | 스페인 라 리네아, 호세 안토니오          | 핀란드         | 1–0  | 6–0  | 1970년 FIFA 월드컵 예선전 |
| 6.  | 1970년 11월 11일 | 스페인 세비야 산체스 피스후안            | 북아일랜드     | 2–0  | 3–0  | UEFA 유로 1972 예선전     |
| 7.  | 1971년 2월 20일  | 이탈리아 칼리아리 산텔리아               | 이탈리아       | 1–0  | 2–1  | 친선경기                  |
| 8.  | 1971년 3월 17일  | 스페인 발렌시아 루이스 카사노바          | 프랑스         | 1–2  | 2–2  | 친선경기                  |
| 9.  | 1971년 3월 17일  | 스페인 발렌시아 루이스 카사노바          | 프랑스         | 2–2  | 2–2  | 친선경기                  |
| 10. | 1971년 5월 9일   | 키프로스 니코시아 GSP                    | 키프로스       | 1–0  | 2–0  | UEFA 유로 1972 예선전     |
| 11. | 1971년 11월 24일 | 스페인 그라나다 로스 카르메네스          | 키프로스       | 1–0  | 7–0  | UEFA 유로 1972 예선전     |
| 12. | 1971년 11월 24일 | 스페인 그라나다 로스 카르메네스          | 키프로스       | 4–0  | 7–0  | UEFA 유로 1972 예선전     |
| 13. | 1974년 10월 12일 | 아르헨티나 부에노스 아이레스 엘 모누멘탈 | 아르헨티나     | 1–0  | 1–1  | 친선경기                  |
| 14. | 1975년 10월 12일 | 스페인 바르셀로나 사리아                 | 덴마크         | 1–0  | 2–0  | UEFA 유로 1972 예선전     |
| 15. | 1976년 10월 10일 | 스페인 세비야 산체스 피스후안            | 유고슬라비아   | 1–0  | 1–0  | 1978년 FIFA 월드컵 예선전 |
| 16. | 1978년 1월 25일  | 스페인 마드리드 산티아고 베르나베우      | 이탈리아       | 1–0  | 2–1  | 친선경기                  |

## 플레이스타일
피리는 투쟁심, 리더십이 강하고 다재다능한 선수로 알려져 있다. 그가 활약한 두 역할 외에도, 그는 공격수로 전환하여 기용될 수도 있었다.
피리는 1971 유러피언 컵위너스컵 결승전에서 팔에 깁스를 한 채로 뛰었고, 1974년 코파 델 레이 결승전에서도 고열과 빗장뼈 골절 부상에도 불구하고 투혼을 벌인 바 있었다. 레알 마드리드에서의 활약으로, 그는 그레고리오 베니토와 더불어 산티아고 베르나베우 회장이 직접 월계상을 수상한 유이한 선수였다.

## 사생활
1969년, 피리는 스페인의 배우 소니아 브루노를 배우자로 맞이하였다. 2009년 2월, 그는 라디오 나시오날 데 에스파냐의 타블레로 데포르티보에서 해설자 일을 맡기 시작했다.

## 수상
레알 마드리드
- 라 리가: 1964–65, 1966–67, 1967–68, 1968–69, 1971–72, 1974–75, 1975–76, 1977–78, 1978–79, 1979–80
- 코파 델 레이: 1969–70, 1973–74, 1974–75, 1979–80
- 유러피언컵: 1965–66